# 丁文矯
丁文矯（1913年8月15日—2006年7月13日），越南共和國外交官，曾任越南國駐日本公使館及越南共和國駐法國大使館代辦和越南共和國駐土耳其大使。

## 生平
1913年8月15日，丁文矯出生於法屬印度支那河內市。
早年在東洋大學取得法律學位，並先後任職登記處稽查員及財政副主任，1949-50年任越南國外交部秘書長，1951-55年任外交部禮賓司司長，1955年任越南國駐日本公使館代辦，1960-63年任外交部亞洲政治事務室主任（兼任外交部禮賓司司長），1963-65年任駐法國大使館代辦，1965-70年任駐土耳其大使，1967年起兼任駐伊朗、約旦、黎巴嫩及沙地阿拉伯大使。
2006年7月13日，丁文矯在法國巴黎逝世。

## 個人生活
已婚，育有一子兩女。